# 海物語 ラッキーマリンシアター
『海物語 ラッキーマリンシアター』（うみものがたり ラッキーマリンシアター）とは2008年6月にバンダイナムコゲームス（後のバンダイナムコアミューズメント）より販売された大型のマスメダルプッシャーである。三洋物産「海物語シリーズ」公認ゲーム。　

## 概要
パチンコでお馴染みの『海物語シリーズ』をメダルゲーム用に製作されたものであり、液晶演出で使用されているものの多くが海物語シリーズ、特に『CRスーパー海物語』で出て来た予告・リーチアクションとなっている。また、最近の大型マスメダルプッシャーによく見られるプログレッシブジャックポットやボールを使った物理抽選も搭載されている。
発売当初はラッキーボールが右端に落ちやすい仕様だったが、壁に接触すると全く前に進まないとのクレームを考慮して真ん中に落ちるようにしたバージョンアップキットを後に発売している。
2010年12月2日には、第2弾として『海物語 ラッキーマリンシアター スペシャル』がリリースされた（一部店舗は2010年11月下旬に先行稼働）。2013年3月には、第3弾として『海物語 ラッキーマリンシアター デラックス』がリリースされた。
2014年にはゲーム性を大幅に変えた『海物語 in 沖縄 ウキウキバケーション』が発売された。

## 図柄と内容
図柄はパチンコの海物語と同じように、1：タコ、2：ハリセンボン、3：カメ、4：サメ、5：エビ、6：アンコウ、7：ジュゴン、8：エンゼルフィッシュ、9：カニとなっている。
2、4、6、8が通常図柄、1、3、5、9が確変図柄となっている。通常図柄は15枚の払い出し、確変図柄は25枚の払い出しとなる。大画面演出で図柄が揃った場合は配当が2倍になる。確変が連続すると、連続ボーナスとしてメダルが追加で払い出される。連続ボーナスは、当初は5回・7回・10回・15回連続したときに、連続数×10枚の払い出しであったが、『スペシャル』以降では3回連続ボーナス（30枚）が追加され、20回以降も5回連続するたびに連続数×10枚の払い出しがされるようになった。尚、最大の連荘回数は50回である。よってボーナスは25回以降、250枚、300枚、350枚、400枚、450枚、500枚となり最大で2850枚のボーナス払い出しを受けることが出来る。
7が揃うとラッキーチャンス（後述）が当選し、マリンタイム・ワリンタイムなどに突入する（初代では特に名称はなかった）。通常図柄でも確変図柄でもないため、通常時に揃っても確変に突入することはなく、大画面で揃っても連続当選回数には影響しない。大画面でマリンちゃんリーチかジェットスキーリーチに発展しない限り通常揃わないため、7が絡むダブルリーチ（6・7または7・8）で偶数図柄が揃うと昇格イベントは通常発生しない。また通常7のシングルリーチはかからない。デラックス以降７のリーチについて補足するとダブルリーチで７が当たることは時々あり、その場合は７の連続当選が続くまで継続するゲームが発生する。その場合は連荘数に数えられるし６のシングルリーチで７に昇格することもある。
ど真ん中に裏サメ（9と1の間の4）が止まる（左、右停止時は中央に自動的に補正される）と、ボール（小）が2個または6個フィールド上に払い出される。なお、所定の位置に通常のサメ（3と5の間の4）が停止してもボールは払いだされない。回転中にピンクのイルカが泳いで通過したら裏サメが出てくる合図。この仕様のためカニのシングルリーチは図柄手前外れ、タコのシングルリーチは図柄後ろ外れのみとなる。パチンコの海物語シリーズは魚群リーチが外れるときは当たり図柄を必ず通過するがカニのリーチが通過してしまうとボール払い出しが確定してしまうため図柄手前外れとなる。また魚群リーチはパチンコではかなり熱いリーチではあるが本機種では通常時の奇数リーチはほぼ当たらなく熱くない。
確率変動の予告（当確）としてはサムの登場、クジラッキーの登場、通常と違った魚群（魚群模様でＶ、赤魚群、大きな魚、逆方向、ジグザグ、矢印型など）、リーチの回転方向が逆回転、マリン・ワリンのＶサイン、回転直後のマリンボイス、マリンがダブルリーチで通常絵柄で揃った後に一回転、ワリンのジェットスキー持ち上げ、枠外から移動、上段がすべて同じ（３連）確変図柄、クジラが左から流れてくるなどがある。
『スペシャル』以降では、金のイルカが泳いできたらど真ん中にラッキーボール図柄が停止し、ラッキーボールが払い出される。
2014年のバージョンアップでバナパスポートカードに対応した。『ラッキーマリンシアター デラックス』に関しては、2015年11月1日の23時59分を以ってバナパスポートカード連動サービスを終了した。

## モード解説
初代では「オーシャンモード」（CRスーパー海物語の「海モード」に相当）のみ（当時は特に名称はなかった）だったが、『スペシャル』になって「ビーチモード」（CRスーパー海物語の「ハワイモード」に相当）が追加された。『デラックス』では「フォレストモード」（CRプレミアム海物語の「フォレストモード」とほぼ同一）が追加され、後のバージョンアップで「ダイビングモード」（CRデラックス海物語の「ダイビングモード」とほぼ同一）が追加された。
店側の設定により、サテライトごとにモードを変更できるほか、ウェーブルーレットを消化する度にプレイモードが変更される「きりかえモード」に設定することもできる。また、バナパスポートカードを使用することで、プレイヤーが好きなモードでプレイすることも可能となった。『ラッキーマリンシアター デラックス』に関しては、2015年11月2日以降はバナパスポートカードによるモード選択は不可となった。

## 予告演出
予告なし
リーチ直後に何も起こらなかった場合は「ノーマルリーチ」が確定する。
泡予告（オーシャンモードのみ）
リーチ直後に画面下部から「泡」が発生すると、「スーパーリーチ」に発展する可能性がある。泡予告は頻繁に発生する為、期待度は低い。
魚群予告（オーシャンモード・ダイビングモードのみ）
リーチ直後に画面右から「魚群」が通過すると、「スーパーリーチ」が確定し期待度が大幅に上がる。
巨大泡予告
ダブルリーチ直後に画面が「巨大な泡」で埋め尽くされると大画面リーチとなる。「ダイビングモード」では魚群が発生してから巨大泡予告が発生する。「スーパーリーチ」確定ではないが、期待度が大幅に上がり、当選すると配当が2倍になる。なお、7を含むダブルリーチからこの状態に発展すると、通常は揃わない7が揃ってラッキーチャンスに突入する可能性がある。また、画面が大画面に移った直後に青いクジラが現れると、7を含む奇数図柄当選確定となる。
巨大虹泡予告
7を含むダブルリーチから発生することがある。必ずラッキーチャンスが当選し、「スーパー○○タイム」突入確定となる。

## リーチ演出

### ノーマルリーチ
リーチ成立時の図柄のテンパイ形によって、シングルリーチとダブルリーチの2種類に大別される。上下ラインに1種類の図柄が縦に並んだ形をシングルリーチといい、上下ラインに2種類の図柄が斜めに交差する形で並んだのものはダブルリーチとなる。一旦ハズレ後、効果音を鳴らしながら図柄中段図柄が再始動すれば大当たり確定となり、ダブルリーチの再始動は奇数図柄大当たり確定となっている。外れる場合は必ず大当たり図柄の前後となる。

### スーパーリーチ
各スーパーリーチ中に「サム」が出現すればプレミアムとなり、確変大当たりが確定する。

#### オーシャンモード
珊瑚礁リーチ海物語シリーズ恒例のスーパーリーチ。シングルリーチから発展し、期待度は予告により変化する。
黒潮リーチ海物語シリーズ恒例のスーパーリーチ。シングルリーチから発展し、期待度は予告により変化する。
カジキリーチシングルリーチから発展し、3する。
ジェットスキーリーチダブルリーチから発展し、期待度は予告により変化する。
マリンちゃんリーチ海物語シリーズ恒例のスーパーリーチ。ダブルリーチから発展し、期待度は予告により変化する。

#### ビーチモード
ミニキャラステップアップリーチミニキャラが増えるほど、確変の期待度が高くなる。
シャチリーチダブルリーチから発展し、期待度は予告により変化する。
花吹雪リーチ花吹雪と共に魚の大群が通過し、期待度は予告により変化する。
ワリンパラセイリングリーチダブルリーチから発展し、期待度は予告により変化する。

#### フォレストモード
エフェクトステップアップリーチダブルリーチから発展し、期待度は予告により変化する。
リーフストームリーチシングルリーチから発展し、期待度は予告により変化する。
ワリンカイトボードリーチダブルリーチから発展し、期待度は予告により変化する。
ドデカ図柄リーチ確変中に発展することが多く、期待度は予告により変化する。

#### ダイビングモード
鉱石リーチシングルリーチから発展し、期待度は予告により変化する。
クリオネリーチシングルリーチから発展し、期待度は予告により変化する。
ワリンバナナボートリーチダブルリーチから発展し、期待度は予告により変化する。

## ラッキーチャンス
スロット画面で7が揃ったときに発生する。ウェーブルーレット（後述）で使う抽選機を用いたチャンスゲームである。
マリンタイム
ゲームスタート時にはカニタコポケット以外すべて100枚となっており、入賞したポケットは次回以降ハズレとなる。外れるか、カニタコポケットに入賞するまで最高7回まで継続する。カニタコポケット以外の最後に残ったポケットの配当は400枚となり、パーフェクトでメダルが合計1000枚払い出される。カニタコポケットに入賞した場合は、その時点で終了となり、それまでの獲得メダルが払い出された後、ジャックポットチャレンジへ進む。
ワリンタイム
1回きりのチャンスゲームで、たった一つのエビポケットに入賞すれば500枚のメダルが得られる。カニタコポケットに入賞するとそのままジャックポットチャレンジへ進む。それ以外はハズレであり、メダルは払い出されない。
スーパーマリンタイム
配当が通常のマリンタイムの2倍になる。BGMは「ミラクルダイブ」のインストバージョン。
スーパーワリンタイム
当たりポケットが3つ（カメ・エビ・ジュゴンポケット）に増え、入賞すれば500枚のメダルが得られる。BGMは「Feel so good!」のインストバージョン。
スーパーマリン&サムタイム（『デラックス』のみ）
配当が通常のマリンタイムの2倍になり、1回までならハズレポケットに入ってもサムが登場し復活する。BGMは「ラブ☆ダッシュ」のインストバージョン。
バナパスポートカードを使用すると、プレイヤー側でワリンタイムの配当を各ポケット合計が500枚（スーパーワリンタイムの場合は1500枚）になる範囲で変更することができる（「カスタムワリンタイム」「カスタムスーパーワリンタイム」と呼ばれる）。

## ウェーブルーレット
フィールド上にあるボール（小）を10個落とすと発生する。ステーション左側のルーレットとボールを使って抽選される。

### 初代・『スペシャル』
カニとタコが描かれたポケット（カニタコポケット）に入賞すればジャックポットチャレンジへ進む。カニタコポケット以外のポケットに入賞した場合は対応するポケットのステップが上昇、ボーナスメダルが払い出される（STEP1で25枚、2で50枚）。
STEP3に到達すると、ボーナスチャンスへと進む。大型液晶画面で抽選し、正面に止まった配当が払い出される。配当は、メダル50、75、100、150枚またはラッキーボール。フィールド上にラッキーボールが無い場合に限り、150枚当選部分に代わりラッキーボール当選となる。

### 『デラックス』
『デラックス』ではウェーブルーレットの仕様が大幅に変更され、「海スゴロク」が導入された。サイコロのポケットに入賞した場合はスゴロクが進み、対応する配当が得られる。2つあるメダル25枚ポケットに入賞するとスゴロクは進まず、メダル25枚が払い出される。カニとタコが描かれたポケット（カニタコポケット）に入賞すればスゴロクは進まず、ジャックポットチャレンジへ進む。
スゴロクがゴールするとジャックポットチャレンジへ進む。
カニタコポケットの両隣（２と８）がメダル25枚のみの支払いのため、店によってはここを封印して必ずスゴロクが１以上進むかジャックポットチャレンジになるようにしている店もある。その場合、マリンタイムなどで全てのポケットに入ることにより達成できるパーフェクトボーナスは無くなる。

## ジャックポットチャレンジ
前述のウェーブルーレットで権利を獲得するか、フィールド上のラッキーボールを落とす事で発生。機体中央にある抽選機と巨大な鉄球を使って抽選される。配当は100枚・300枚・500枚・JACKPOTの4種類。時計の12時の方向に500枚があり、順に100枚、300枚、100枚、100枚、ＪＡＣＫＰＯＴ（6時の位置）、100枚、100枚、300枚、100枚の配置順である。100枚のポケットが6個、300枚のポケットが2個、500枚とJACKPOTのポケットがそれぞれ1個ずつある。JACKPOTの配当は画面に表示されている。初期値は店によって異なるが、1000枚に設定している店が多い。なお、センターの抽選機が故障している場合、無条件で300枚が支払われる。
ジャックポット払い出し中のBGMには、下記のようにパチンコ海物語シリーズで使用された大当たりラウンド中の楽曲のアレンジ版（インスト版）が使用されている。
| バージョン | 通常                                                                           | 初期値+1000枚以上                                                              |
| ---------- | ------------------------------------------------------------------------------ | ------------------------------------------------------------------------------ |
| 初代       | 「海物語のテーマ」 （初代『海物語』から使用されている大当たりラウンド中のBGM） | 「海物語のテーマ」 （初代『海物語』から使用されている大当たりラウンド中のBGM） |
| スペシャル | 「光さす美らの海」 （『CRスーパー海物語 IN 沖縄2』）                           | ラブ☆ダッシュ （『CRスーパー海物語 IN 沖縄2』）                                |
| デラックス | 「GREAT SEA STORY」 （『CR大海物語2』）                                        | 「光さす美らの海」 （『CRスーパー海物語 IN 沖縄2』）                           |

『デラックス』では、「ラブ☆ダッシュ」がスーパーマリン&サムタイムのBGMになったため、楽曲が変更された。